# ジャン・クラベル
ジャン・ルイス・クラベル・ロペス  (Gian Louis Clavell López  ,  1993年11月26日 - )は、プエルトリコ・カグアス出身のバスケットボール選手。ポジションはシューティングガード。

## 来歴
フロリダ州の高校から2012年にノースウェスト・カンザス工科大学に進学し、2014年にコロラド州立大学に転校。最終学年の2016-17シーズンにMWCの最優秀選手、1stチーム、オールディフェンシブチームに選出される活躍を見せたクラペルだったが、2017年のNBAドラフトでは指名外で終了。同年夏のNBAサマーリーグにダラス・マーベリックスの一員として参加し、首脳陣に好印象を得たクラペルは、7月22日にマーベリックスとトレーニングキャンプに関する契約を結び、NBA入りを目指すことになり、見事に開幕ロースター入り。改めて2ウェイ契約を結んだ。
2024年7月11日、リーガACBに所属するCBグラナダへの加入が発表された。妻がスペイン国籍の為、リーグの外国人枠からは外れる。

## プエルトリコ代表
プエルトリコ代表として2019年FIBAワールドカップと東京オリンピック予選（英語版）に出場。

## 家族
兄のジウベルトも、地元プエルトリコでプロバスケットボール選手として活躍している。